# Decemvir
Decemvir (en llatí decemviri) va ser una magistratura romana extraordinària formada per deu persones, nomenada en moments específics i amb funcions determinades. El decemvir a l'antiga Roma era cadascun dels deu nobles (Decemviri = Decem viri, 'deu homes') encarregats de la missió de redactar les lleis de Roma (any 451 aC = 303 de la fundació de Roma) i que exercien el poder en lloc dels cònsols. El decemvirat és el període en què la república romana va ser governada per decemvirs a la meitat del segle v aC.
L'any 462 aC. el tribú de la plebs Gai Terenci Arsa va proposar una llei, Terentia de legibus consularis imperii, on demanava que es nomenessin cinc comissionats per elaborar un cos de lleis, però els patricis s'hi van oposar amb violència, segons diu Titus Livi. Fins al cap de nou anys de lluites entre patricis i plebeus no es va acordar d'enviar una comissió de tres persones a Grècia per recollir informació de les constitucions dels diversos estats d'aquell territori que els pogués servir. Van viatjar per Grècia durant un any i al seu retorn, després de considerables discussions, van decidir nomenar deu compromissaris, coneguts amb el nom de Decemviri Legibus Scribundis Consulari Imperio. Per aquell any no es van nomenar altres magistrats, ni tan sols els dos tribuns que corresponien. Els deu decemvirs erer tots patricis.

## Primer decemvirat (451 aC)
Hi va haver dos decemvirats. El primer va governar amb general satisfacció, i va començar el seu mandat a principis de l'any 451 aC. El formaven Appi Claudi Cras Regil·lense Sabí i Tit Genuci Augurí, els dos cònsols d'aquell any. S'hi van incorporar el praefectus urbi i els dos qüestors, i es van escollir cinc membres més a través dels comicis. Cada dia hi havia un interrex nomenat per torn, i davant d'ell hi anaven els lictors amb les fasces, segons Titus Livi. Van elaborar un compendi de deu lleis que després va ser aprovat pel senat i pels comicis. Les lleis es van gravar sobre bronze i es van penjar al Fòrum al costat dels Rostra vora l'edifici del senat.

### Llista delsDecemviri Legibus Scribundis Consulari Imperio
- Appi Claudi Cras Regil·lense Sabí, cònsol;
- Tit Genuci Augurí, cònsol;
- Tit Veturi Cras Cicurí;
- Gai Juli Jul;
- Aulus Manli Vulsó
- Servi Sulpici Camerí Cornut;
- Publi Sesti Capitolí Vaticà
- Publi Curiaci Fist Trigemí;
- Tit Romili Roc Vaticà; i
- Espuri Postumi Albus Regil·lensis.

## Segon decemvirat (450 aC)
Quan va acabar l'any de mandat del primer decemvirat, totes les parts van quedar satisfetes de la manera com havien exercit les seves funcions, i van decidir prolongar un any més aquell sistema, especialment quan alguns decemvirs van argumentar que les lleis no estaven prou acabades. Es van elegir deu decemvirs, i entre ells només Appi Claudi va repetir en el càrrec. Dels seus col·legues, al menys tres i potser cinc eren plebeus.
Aquests magistrats van elaborar diverses lleis noves que també es van gravar en bronze en dues tauletes addicionals quan van ser aprovades pel senat i pels comicis. Segons la tradició, aquest segon decemvirat va usar el seu poder de forma tirànica. A cadascun dels membres el precedien dotze lictors que a més de les vares de les fasces hi portaven també la destral, com a indicació de la seva sobirania. Van cometre diversos atemptats contra les propietats dels plebeus, les seves persones i les seves famílies, i quan va acabar l'any de mandat es van negar a dimitir o a nomenar successors. Això no era estrictament il·legal, però anava en contra de les lleis aprovades que indicaven només un any de mandat. Appi Claudi va mostrar el seu caràcter real i es va comportar de forma tirànica i violenta. El seu intent d'impulsar a la jove Virgínia cap a la prostitució va portar a l'enderrocament del decemvirat. Appi Claudi va ser acusat per Luci Virgini, pare de Virgínia, però no va viure per veure el judici i segons Titus Livi es va suïcidar, però l'opinió més estesa és que va ser executat a la presó per ordre dels tribuns. Va esclatar una revolta que va obligar els decemvirs a renunciar l'any 449 aC i es van restablir els magistrats ordinaris.

### Llista delsDecemviri Legibus Scribundis Consulari Imperiodel segon decemvirat
- Api Claudi Cras;
- Marc Corneli Maluginense;
- Luci Sergi Esquilí;
- Luci Minuci Esquilí Augurí;
- Quint Fabi Vibulà;
- Quint Peteli Libó Visol;
- Tit Antoni Merenda;
- Cesó Duïli Llong;
- Espuri Opi Còrnicen; i
- Mani Rabuleu.

## Altres magistrats que van portar el nom de decemvirs
Els Decemviri Stlitibus Iudicandis o Decemviri litibus iudicandis  van ser una cort de jutges que entenia sobre les causes civils. Alguns autors pensen que es van instituir l'any 292 aC, quan es van nomenar per primera vegada els Triumviri capitales. Titus Livi parla d'aquests decemvirs i diu que era una magistratura plebea instaurada molt poc després de l'aprovació de les Lleis de les dotze taules. Inicialment van ser un tribunal que donava el veredicte al pretor, però després van ser magistrats menors elegits pels comicis tribunats i formaven part dels Vigintisexviri. August va donar als decemvirs la presidència de les corts dels centumviri, segons Suetoni. Durant l'Imperi els decemvirs tenien jurisdicció en casos capitals.
Els Decemviri Sacris Faciundis o Decemviri sacrorum eren un col·legi sacerdotal (collegium) i tenien funcions religioses. Els seus càrrecs eren vitalicis. Van sorgir per atendre la reclamació dels plebeus en l'exercici de les funcions religioses (cinc decemviri eren plebeus i cinc patricis). Els primers van ser nomenats l'any 367 aC en lloc dels antics duumviri que tots dos eren patricis, i tenien aquestes funcions establertes en temps de la Monarquia Romana. Les funcions d'aquests decemvirs consistien en la conservació dels Llibres sibil·lins i consultar-los en les ocasions importants a petició del senat. També era obligació d'aquests decemvirs la celebració dels jocs d'Apol·lo, ja que eren considerats sacerdots d'aquesta divinitat i tenien a casa seva un altar dedicat a Apol·lo. Més tard, sense que se sàpiga quan amb seguretat però probablement al segle i aC i per mandat de Sul·la, van passar a ser quinze membres (quindecemvirat) i reanomenats quindecemviri sacris faciundis. Juli Cèsar hi va afegir un membre mes, però aviat es va tornar als 15 membres. Quan hi havia deu membres, tenien dos magistri, un patrici i un plebeu. Quan van passar a quinze, van tenir cinc magistri.
Els Decemviri Agris Dandis Adsignandis eren nomenats periòdicament pel repartiment de terres públiques (ager publicus) entre els ciutadans, segons Titus Livi.
També van portar el nom de decemviri, deu magistrats nomenats ocasionalment als primers temps de la República per tractar i resoldre temes de pau.